# Macaúbas (kommun)
Macaúbas är en kommun i Brasilien.   Den ligger i delstaten Bahia, i den östra delen av landet, 600 km nordost om huvudstaden Brasília. Antalet invånare är 47 067.
Följande samhällen finns i Macaúbas:
- Macaúbas

Omgivningarna runt Macaúbas är huvudsakligen savann. Runt Macaúbas är det ganska glesbefolkat, med 21 invånare per kvadratkilometer.